# 默肯
默肯（德語：Möckern，發音：[ˈmœkɐn] ⓘ）是德国萨克森-安哈尔特州耶里肖地区县的城市，面积523.94平方千米，2023年12月31日人口为12,885人。
2009年，默肯合并了11个市镇，2010年合并了7个市镇，如今默肯是德国面积第四大的市镇，仅次于柏林、汉堡和加尔德莱根。